# Ryan PT-22

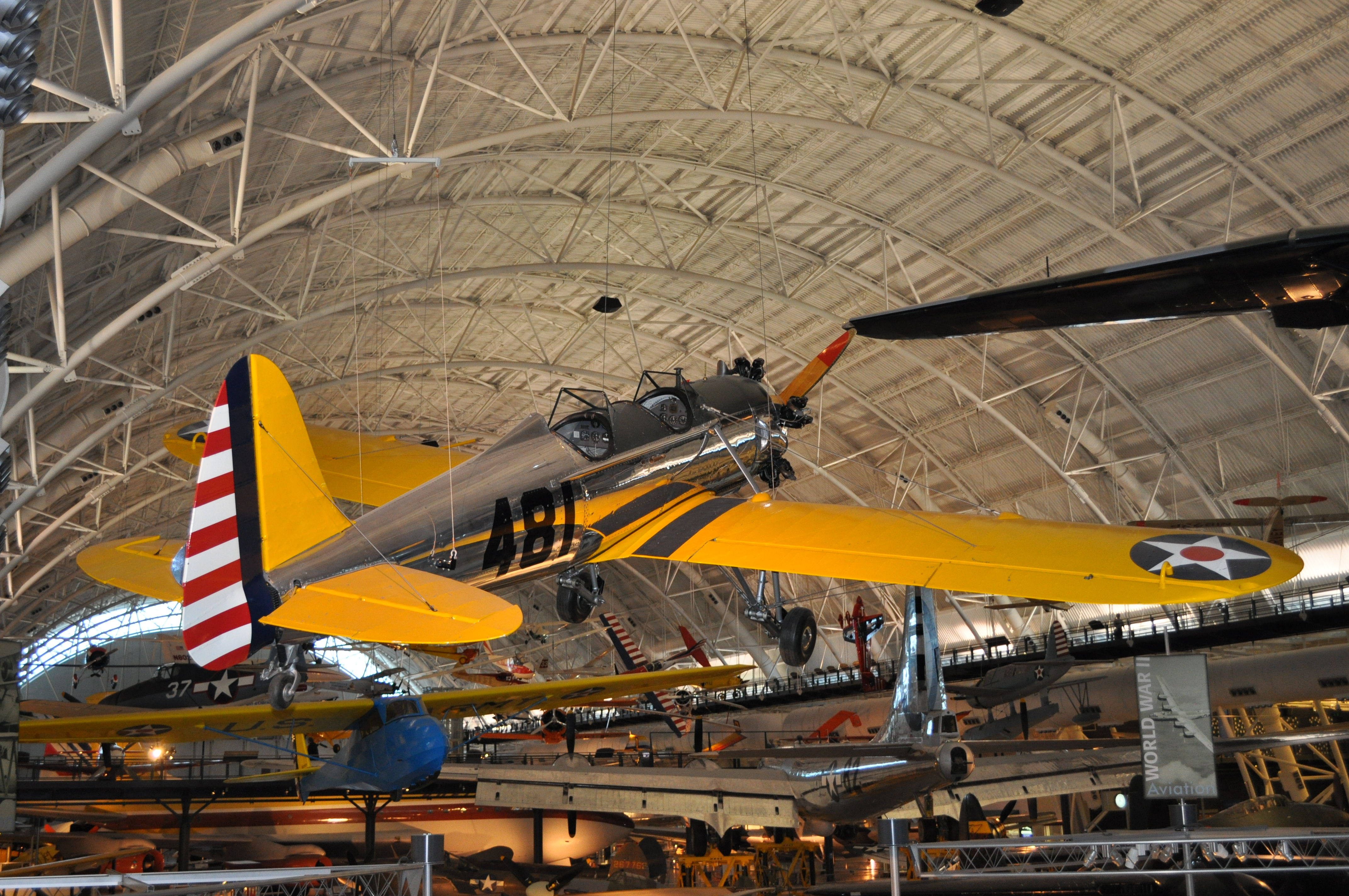
Un Ryan PT22A Recruit

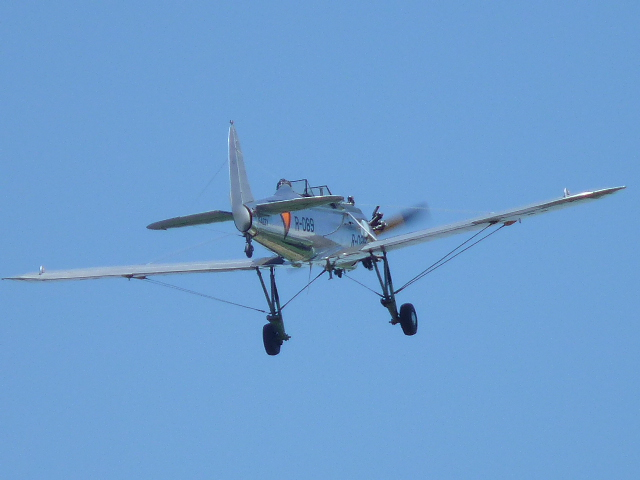
Ce PT-22 aux couleurs néerlandaises appartient à un collectionneur français.

Le Ryan PT-22 Recruit est un avion d'entraînement militaire biplace utilisé par l'United States Army Air Corps et son successeur l'United States Army Air Forces pour l'entrainement de base des pilotes.

## Origine et développement
En 1934, Claude Ryan fonde la Ryan Aeronautical Company qui développa un avion biplace d'entraînement nommé Ryan S-T et destiné au marché civil.
En 1939, l'USAAC (US Army Air Corps) commande un exemplaire de la version d'entraînement S-T-A de cet avion entre-temps devenu populaire. Cette commande initiale fut suivie d'un achat de quinze machines de test YPT-16 en 1939, puis d'un autre achat de vingt exemplaires désignés PT-20 en 1940.
Le dernier type commandé en grand nombre à partir de 1941 fut le PT-22 Recruit qui recevait un moteur en étoile Kinner R-540 de 160 ch et un train d'atterrissage modifié. Au total plus de 1 250 exemplaires de cette série d'avions d'entraînement premier niveau (ST16, ST20, ST21, ST22) furent produits jusqu'en 1942, et certains ainsi que des Ryan S-T-A furent exportés aux Indes néerlandaises, au Guatemala, au Honduras et au Mexique.

## Anecdotes
Le 5 mars 2015, l'acteur Harrison Ford aux commandes de son PT-22, est obligé de procéder à un atterrissage forcé sur un terrain de golf de Los Angeles à la suite d'une avarie.

## Variantes
PT-22
Version militaire du Model ST.3KR propulsé par un moteur R-540-1 de 160 ch, 1 023 construits.
PT-22A
Hydravion à flotteurs Model ST-3S commandés par la marine néerlandaise propulsé par un moteur Menasco D4B de 160 ch, la commande fut annulée et plus tard reprise par les United States Army Air Corps avec un moteur R-540-1 de 160 ch, 25 construits.
PT-22B
Projet abandonné.
PT-22C
PT-22 remotorisé avec un moteur R-540-3 de 160 ch, 250 conversions.

## Opérateurs
République de Chine
  Équateur
- Force aérienne équatorienne

   États-Unis
- United States Army Air Corps
- United States Army Air Forces